# Bill Prady
Bill Prady (ur. 7 czerwca 1960 w Detroit) – amerykański producent telewizyjny i scenarzysta.

## Życiorys
Ukończył studia na Wayne State University. W 1982 roku rozpoczął współpracę z Henson Associates; pracował tam nad produkcjami Muppet*Vision 3D oraz The Jim Henson Hour. Był także scenarzystą emitowanego w HBO serialu Życie jak sen oraz współtworzył Teorię wielkiego podrywu, która siedmiokrotnie zdobyła Nagrodę Emmy oraz była 46 razy nominowana do tejże nagrody.
W 2022 roku otrzymał tytuł doktora honoris causa na Wayne State University.

## Nagrody i nominacje[2][1]

### Nagrody
- CableACE Award za The Presidential Inaugural Celebration for Children
- WGA Award za The Muppets Celebrate Jim Henson

### Nominacje
- Nagroda Emmy za The Muppets Celebrate Jim Henson
- WGA Award za Miss Piggy's Hollywood